# Suchy zębodół
Suchy zębodół, potocznie suchodół zęba – w stomatologii określenie oznaczające powikłanie po ekstrakcji zęba, powodujące silne bóle, których  przyczyną jest zapalenie zakończeń nerwowych znajdujących się w zębodole. 

## Przyczyny
- niepowstanie lub rozpad skrzepu powstałego po ekstrakcji zęba
- wypłukanie skrzepu po ekstrakcji
- problemy krzepliwości, hemofilia
- picie gorących napojów natychmiast po ekstrakcji
- mechaniczny uraz ściany kostnej zębodołu
- niedokrwienie tkanek spowodowane środkiem anemizującym użytym do znieczulenia miejscowego
- infekcje
- kontakt ze śliną
- niedożywienie
- nadciśnienie
- cukrzyca
- niedobór witamin
- palenie tytoniu do 72 godz. po zabiegu[1]

## Objawy
- silny ból promieniujący wzdłuż gałęzi nerwu trójdzielnego
- ściany zębodołu wrażliwe na dotyk, pokryte szarym nalotem
- brak odczynu zapalnego ze strony błony śluzowej i węzłów chłonnych

## Leczenie
Leczenie polega na wyłyżeczkowaniu rozpadłego skrzepu z zębodołu, przepłukaniu zębodołu roztworem 0,9% NaCl lub 3% roztworem dwuwęglanu sodu i założeniu preparatów przeciwzapalnych i przeciwbólowych, produkowanych specjalnie w kształcie dostosowanym do kształtu zębodołu. Leczenie to skutecznie uśmierza ból, ale nie przyspiesza gojenia, które zwykle trwa do trzech tygodni. W leczeniu można wspomagająco zastosować laseroterapię lub ozonoterapię.